# Seigneurie de Kniphausen
Pour les articles homonymes, voir Kniphausen.
1588–1854
Entités suivantes :
- Grand-duché d'Oldenbourg

La seigneurie de Kniphausen (Herrschaft Kniphausen) est un territoire du Saint-Empire romain germanique. Elle doit son nom au château de Kniphausen (de). D'une superficie inférieure à 30 km2, elle se compose de deux zones, autour de Kniphausen et de la ville de Varel, près de l'actuelle ville portuaire de Wilhelmshaven, dans le nord-ouest de l'Allemagne.

## Histoire
Le rang de baron du Saint-Empire (Reichsfreiherr) est accordé en 1588 par l'empereur Rodolphe II au seigneur Ico de Inhausen (de) et Knyphausen (de) (1555-1604). Son fils Philippe-Guillaume (de) (1591-1652) accepte de céder la seigneurie au comte d'Oldenbourg Antoine-Gonthier en 1624 contre une pension. En 1658, Antoine-Gonthier accorde les châteaux de Kniphausen et Varel à son fils illégitime Antoine (de), titré comte d'Aldenbourg. Il lui lègue la seigneurie à sa mort, en 1667. Deux générations plus tard, la petite-fille d'Antoine, Charlotte-Sophie, apporte la seigneurie à la famille Bentinck en épousant le baron néerlandais Willem Bentinck.
Durant les guerres napoléoniennes, le territoire de la seigneurie est annexé par le royaume de Hollande en 1807, puis par l'Empire français en 1810, qui le rattache au département de l'Ems-Oriental. Pour conserver une fraction de son pouvoir, le seigneur Wilhelm Gustav Friedrich Bentinck (de) se fait élire maire de Varel. Sentant le vent tourner, il tente en mars 1813 de rétablir son ancien domaine avec un titre ducal, mais il est fait prisonnier par les troupes fraçaises et exilé en France, où il reste jusqu'à ce que les coalisés le libèrent en mars 1814.
Après le départ des Français, Kniphausen et Varel sont temporairement administrées par le grand-duc d'Oldenbourg Pierre Ier. Bentinck parvient à les récupérer en 1826 et 1830 respectivement, mais il n'obtient pas d'être reconnu comme prince souverain au sein de la Confédération germanique, restant soumis à l'autorité grand-ducale. Son mariage avec une roturière donne lieu à une querelle de succession avec son frère cadet Johann Karl, qui conteste les droits des fils issus de cette union. La dispute n'est tranchée qu'en 1854, lorsque le grand-duc d'Oldenbourg Pierre II rachète la seigneurie de Kniphausen et Varel à la famille Bentinck pour la rattacher directement au grand-duché.

## Liste des seigneurs de Kniphausen

### Maison d'Innhausen et Kniphausen
- 1588-1604 : Icon
- 1604-1624 : Philippe-Guillaume (de), fils du précédent

### Maison d'Oldenbourg
- 1624-1667 : Antoine-Gonthier

### Maison d'Aldenbourg
- 1667-1680 : Antoine Ier (de), fils illégitime d'Antoine-Gonthier
- 1680-1738 : Antoine II (de), fils du précédent
- 1738-1800 : Charlotte-Sophie, fille du précédent

### Maison d'Aldenbourg-Bentinck
- 1738-1773 : Willem Bentinck, époux de Charlotte-Sophie
- 1773-1807 : Wilhelm Gustav Friedrich Bentinck (de), petit-fils du précédent
- 1826-1835 : Wilhelm Gustav Friedrich Bentinck (restauré)
- 1835-1854 : Gustav Adolf Bentinck, fils du précédent